# Powiat wodzisławski
Powiat wodzisławski – powiat w Polsce (województwo śląskie), reaktywowany w 1999 r. w ramach reformy administracyjnej. Jego siedzibą i największym miastem jest Wodzisław Śląski.

## Podział administracyjny
W skład powiatu wchodzą:
- miasta:
Wodzisław Śląski
Rydułtowy
Radlin
Pszów
- gminy wiejskie:
Godów
Gorzyce
Lubomia
Marklowice
Mszana

## Historia
Wchodzący w skład powiatu wodzisławskiego obszar bywa często określany terminem ziemia wodzisławska. Jest to termin umowny, choć granice powiatu pokrywają się mniej więcej z historycznie ukształtowanym obszarem, zwanym ziemią wodzisławską (poza Rydułtowami, które w latach 1945-1975 należały do powiatu rybnickiego) jednak z Jastrzębiem będącym dziś miastem na prawach powiatu. Rodowód ziemi wodzisławskiej sięga czasów późnego średniowiecza, kiedy to powstało Wodzisławskie Państwo Stanowe. Wzmianka o jego istnieniu pochodzi dopiero z końca XV wieku. W związku z reformą administracyjną Prus w 1742 r. państwo to zostało zlikwidowane i ziemia wodzisławska włączona została do powiatu pszczyńskiego, z zachowaniem pewnej autonomii, a po 1816 r. do powiatu rybnickiego. W latach 1922–1939 południowa granica ziemi wodzisławskiej stanowiła granicę z Czechosłowacją do Olzy i od Olzy w stronę Raciborza z Niemcami. Historycznie teren powiatu leży na Górnym Śląsku.
Dnia 1 października 1954 w województwie stalinogrodzkim (katowickim) reaktywowano powiat wodzisławski o granicach zbliżonych do historycznych granic państwa wodzisławskiego. Był to jeden z pierwszych powiatów utworzonych po wprowadzeniu gromad w miejsce dotychczasowych gmin (29 września 1954) jako podstawowych jednostek administracyjnych PRL. Na powiat wodzisławski złożyły się 1 miasto i 21 gromad, które wyłączono z powiatu rybnickiego w tymże województwie (w praktyce gromady te należały do powiatu rybnickiego przez zaledwie dwa dni):
- miasto: Wodzisław Śląski
- gromady: Czyżowice, Godów, Gołkowice, Gorzyce, Jastrzębie Górne[7], Jastrzębie Zdrój[8], Kokoszyce[9], Lubomia, Marklowice, Moszczenica[10], Mszana, Olza, Połomia, Pszów, Radlin, Rogów, Ruptawa[11], Skrzyszów, Syrynia, Turza[12] i Wilchwy[13]

13 listopada 1954 roku Pszów i Radlin otrzymały prawa miejskie. 1 stycznia 1956 roku Jastrzębie Zdrój zostało osiedlem, którym pozostało do 1 lipca 1963 roku, kiedy to nadano mu prawa miejskie. 20 grudnia 1956 roku przywrócono województwu stalinogrodzkiemu jego pierwotną nazwę województwo katowickie. 1 stycznia 1957 roku do powiatu wodzisławskiego dołączono gromadę Bzie Zameckie z powiatu pszczyńskiego.
Po zniesieniu gromad i osiedli oraz reaktywacji gmin z dniem 1 stycznia 1973 roku powiat wodzisławski podzielono na 4 miasta i 6 gmin:
- miasta: Jastrzębie-Zdrój, Pszów, Radlin i Wodzisław Śląski
- gminy: Godów, Gorzyce, Lubomia, Marklowice, Mszana i Ruptawa

27 maja 1975 roku, pięć dni przed reformą likwidującą powiaty, miało miejsce przyłączenie jednostek administracyjnych do większych sąsiednich ośrodków miejskich. Spośród 10 jednostek powiatu wodzisławskiego 4 utraciły suwerenność: do Wodzisławia włączono miasta Pszów i Radlin oraz gminę Marklowice (a także miasto Rydułtowy z powiatu rybnickiego), a do Jastrzębia-Zdroju gminę Ruptawa (ponadto gminę Szeroka z powiatu rybnickiego).
Po reformie administracyjnej obowiązującej od 1 czerwca 1975 roku zredukowane administracyjnie terytorium zniesionego powiatu wodzisławskiego włączono do nowego województwa katowickiego.
Jako pierwsze status miasta odzyskały Rydułtowy: odłączyły się od Wodzisławia 1 stycznia 1992. 30 grudnia 1994 roku status miasta odzyskał Pszów, odtworzono także gminę Marklowice. Nieco później, 1 stycznia 1997 roku, prawa miejskie odzyskał również Radlin. Gminy Ruptawa już nie reaktywowano.
Wraz z kolejną reformą administracyjną przywrócono 1 stycznia 1999 roku w województwie śląskim powiat wodzisławski o obszarze nieco zmodyfikowanym w porównaniu z tym z początku 1975 roku. Do powiatu przybyło miasto Rydułtowy (wcześniej związane z powiatem rybnickim, a w latach 1975-1991 jako dzielnica Wodzisławia) a ubyło miasto Jastrzębie-Zdrój, z którego utworzono miasto na prawach powiatu. Obecnie powiat wodzisławski obejmuje gminy związane przez wieki z miastem Wodzisław Śląski.

## Geografia

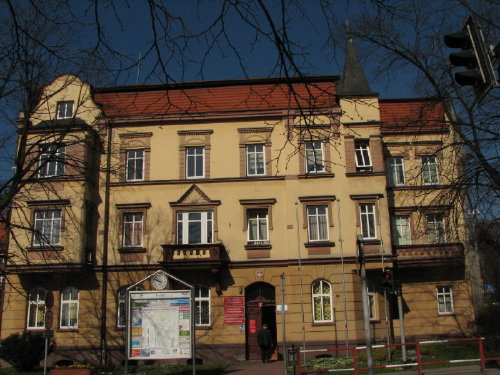
Budynek Starostwa Powiatowego Wodzisław Śl

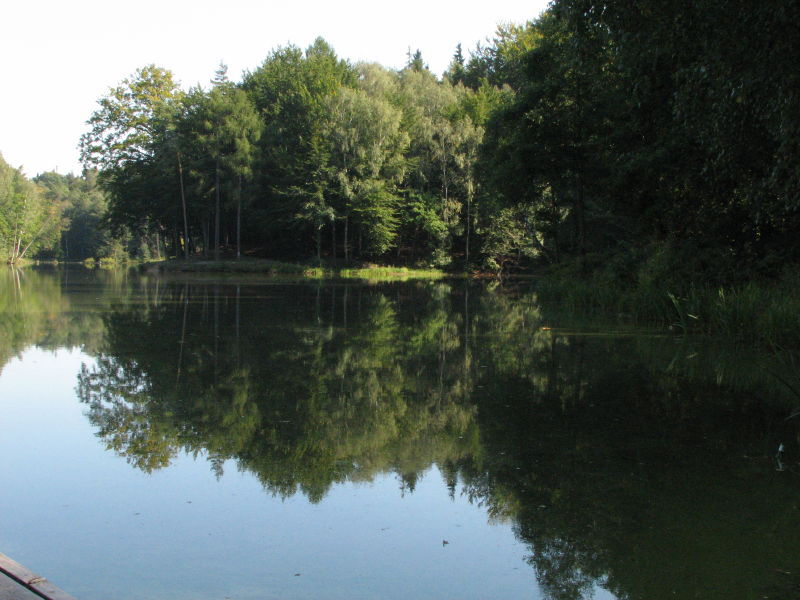
„Balaton” na historycznym Grodzisku w Wodzisławiu Śl

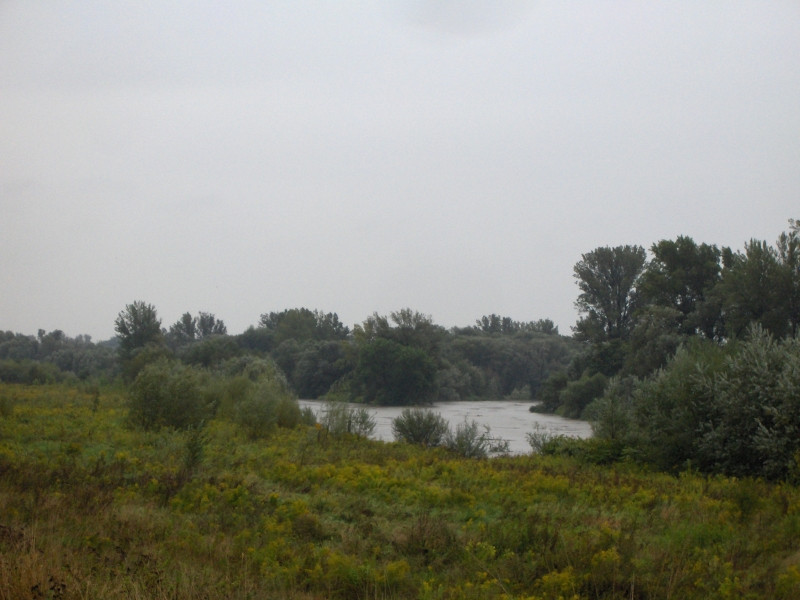
Dwie wielkie rzeki Odra i Olza – w powiecie wodzisławskim

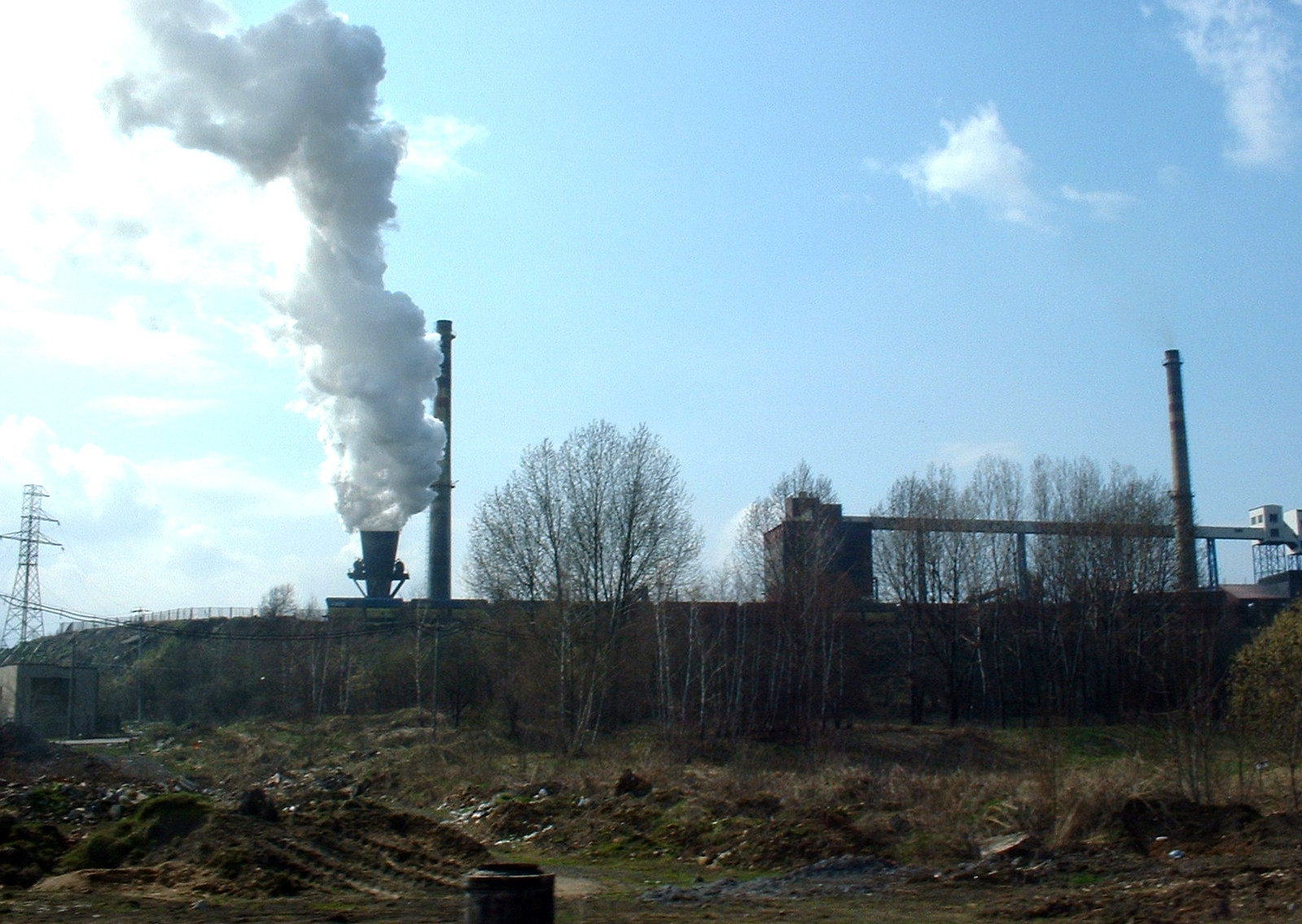
Koksownia w Radlinie

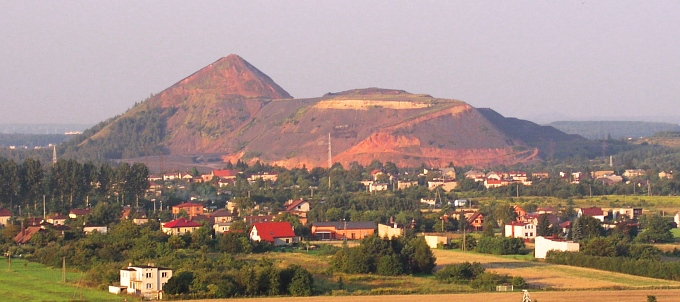
Hałda w Rydułtowach (jedna z najwyższych w Europie)

Powiat wodzisławski leży w województwie śląskim, w jego południowej części, od północy graniczy z miastem Rybnik, od wschodu z powiatem rybnickim i miastem Jastrzębie-Zdrój należącym do 1975 r. do powiatu wodzisławskiego. Od południa granica powiatu stanowi również granicę państwa z Czechami. Od zachodu powiat graniczy z powiatem raciborskim. Na terenie powiatu wodzisławskiego leżą 4 miasta i 5 gmin. Stolicą powiatu jest położone w środku powiatu miasto Wodzisław Śląski. Przez powiat przepływają rzeki Odra, Olza, Lesznica, Nacyna i Szotkówka. W zachodniej części powiatu swoje źródło ma rzeka Sumina, a na wschodnich jego krańcach swe źródła ma rzeka Pszczynka. W powiecie wodzisławskim występują bardzo duże różnice w wysokościach względnych sięgające ponad 100 metrów. W okolicach Rogowa i Bełsznicy roztacza się malowniczy krajobraz na dolinę Odry. Stawy Wielikątu tworzą ponadto doskonały teren dla dzikiego ptactwa. Północna część regionu (od Wodzisławia na północ) to krajobraz górnośląski z kominami zakładów przemysłowych i hałdami.

## Kultura i turystyka
Życie kulturalne mieszkańców powiatu skupia się głównie w Wodzisławiu Śląskim w którym mają swe siedziby min. Wodzisławskie Centrum Kultury, Miejska i Powiatowa Biblioteka Publiczna, Muzeum Miejskie czy Towarzystwo Miłośników Ziemi Wodzisławskiej. W Wodzisławiu działa również klub piłkarski Odra Wodzisław Śląski, przez wiele lat występujący w Ekstraklasie. Rozpoznawalnym miejscem jest również bazylika w Pszowie oraz Sanktuarium MB Fatimskiej w Turzy Śląskiej, które są jednym z istotniejszych miejsc pątniczych na Śląsku.
W powiecie istnieją ścieżki rowerowe, które przebiegają wzdłuż interesujących miejsc w regionie. Obiekty, które można zobaczyć po drodze to m.in. kościoły WNMP w Wodzisławiu, Radlinie, dawny klasztor franciszkanów wraz z gotyckim kościołem Świętej Trójcy, pałace w Wodzisławiu, zabytkowy XV w. drewniany kościół w Łaziskach. Część zabytków ziemi wodzisławskiej została nakazem ówczesnych władz przeniesiona do innych miejscowości (drewniane kościoły w Syryni i Wodzisławiu Śląskim - Jedłowniku). Latem wypocząć można w nadodrzańskich miejscowościach takich jak np. Olza, Odra, Buków czy Nieboczowy lub skorzystać z leśnego kąpieliska Balaton.

### Najważniejsze zabytki i atrakcje turystyczne powiatu
- Wodzisław Śląski
  - Pałac Dietrichsteinów z lat 1742-1745, obecnie Muzeum Regionalne
  - Zespół klasztorny franciszkanów, kościół pw. Św. Trójcy z XIV wieku i klasztor franciszkański z XVII wieku.
  - kościół WNMP z lat 1909–1911. Na fundamentach kościoła gotyckiego z 1599
  - Zespół pałacowo-parkowy w Wodzisławiu Śląskim-Kokoszycach (obecnie Dom Rekolekcyjny w Wodzisławiu Śląskim Kokoszycach) z 1822
  - Baszta Rycerska
  - Zabytkowy układ urbanistyczny Starego Miasta
  - Kąpielisko leśne Balaton
  - Rodzinny Park Rozrywki Trzy Wzgórza
- Rydułtowy
  - Kościół św. Jerzego
  - Tunel kolejowy w Rydułtowach
  - Hałda w Rydułtowach
- Radlin
  - Kościół WNMP
  - Zabytkowe osiedla Emma
  - Tężnia w Radlinie
  - Szyb kopalniany "Wiktor" projektu Hansa Poelziga[27]
- Pszów
  - Bazylika NMP
  - Kalwaria Pszowska
  - Zabudowania byłej KWK Anna projektu Hansa Poelziga
- Gmina Godów
  - Drewniany Kościół Wszystkich Świętych w Łaziskach z XV w.
  - Drewniany Kościół św. Anny w Gołkowicach z XIX w.
- Gmina Gorzyce
  - Zespół pałacowo-parkowy w Gorzycach XVIII w.
  - Zabytkowe osiedle Kolonii Fryderyk z pocz. XX w.
  - Sanktuarium Matki Boskiej Fatimskiej w Turzy Śl.
- Gmina Lubomia
  - Zespół przyrodniczo-krajobrazowy „Wielikąt”
  - Kaplica Matki Boskiej Różańcowej w Bukowie XVIII w.
- Gmina Marklowice
  - Kościół św. Stanisława
  - Tropikalna wyspa
- Gmina Mszana
  - Kościół NNMP w Połomi
  - Zabytkowa plebania w Połomi
  - Most autostradowy w Mszanie (najszerszy most w Polsce)

## Demografia[28]
Liczba ludności (dane z 31 grudnia 2023):
|        | Ogółem  | Ogółem | Kobiety | Kobiety | Mężczyźni | Mężczyźni |
| osób   | %       | osób   | %       | osób    | %         |           |
| ------ | ------- | ------ | ------- | ------- | --------- | --------- |
| Ogółem | 150 269 | 100    | 77 342  | 51,47   | 72 927    | 48,53     |
| Miasto | 94 837  | 63,11  | 49 163  | 32,72   | 45 674    | 30,39     |
| Wieś   | 55 432  | 36,89  | 28 179  | 18,75   | 27 253    | 18,14     |

▶Wieś vs ▶miasto
Ogółem (▶k, ▶m)
Miasto (▶k, ▶m)
Wieś (▶k, ▶m)
- Piramida wieku mieszkańców powiatu wodzisławskiego

### Ludność w latach
- 1995 – 158 320
- 2000 – 155 460
- 2005 – 155 170
- 2010 – 158 240
- 2015 – 157 830
- 2020 – 152 910
- 2023 – 150 270[29]

## Układ komunikacyjny powiatu

### Drogi
Do najważniejszych dróg na terenie powiatu należą:
- Autostrada A1
- DK78
- DW923
- DW930
- DW932
- DW933
- DW935
- DW936
- DW937

### Kolej
Najważniejsze stacje kolejowe w powiecie wodzisławskim to:
- Wodzisław Śl.
- Rydułtowy
- Olza

### Planowana obwodnica powiatu
- Droga Główna Południowa (Pawłowice – Jastrzębie-Zdrój – Mszana – Skrzyszów – Krostoszowice – Wodzisław Śląski – Pszów – Rydułtowy)

## Rada Powiatu
| Komitet wyborczy                           | 2002−2006  | 2006−2010 | 2010–2014 | 2014–2018 | 2018–2024 | 2024–2029 |
| ------------------------------------------ | ---------- | --------- | --------- | --------- | --------- | --------- |
| Sojusz Lewicy Demokratycznej               | 7 (SLD-UP) | -         | -         | -         | -         | -         |
| Ruch Demokracji Lokalnej                   | 5          | -         | -         | -         | -         | -         |
| Razem Polsce                               | 1          | -         | -         | -         | -         | -         |
| Niezależna Inicjatywa Powiatowa            | 7          | 8         | -         | -         | -         | -         |
| Forum Samorządowe                          | 5          | 6         | 2         | -         | -         | -         |
| Inicjatywa Społeczna Wspólnota Samorządowa | 2          | -         | -         | -         | -         | -         |
| Prawo i Sprawiedliwość                     | -          | 5         | 5         | 10        | 8         | 8         |
| Demokracja i Samorządność                  | -          | 1         | -         | -         | -         | -         |
| Powiatowy Ruch Demokracji Lokalnej         | -          | 6         | 3         | -         | -         | -         |
| Wspólnota Samorządowa w Powiecie           | -          | 1         | 5         | 5         | -         | -         |
| Platforma Obywatelska                      | -          | -         | 10        | 9         | 6 (KO)    | 9 (KO)    |
| Ruch Autonomii Śląska                      | -          | -         | 1         | 1         | -         | -         |
| Ruch Demokracji Samorządowej               | -          | -         | 1         | -         | -         | -         |
| Zgoda i Rozwój                             | -          | -         | -         | 2         | 3         | -         |
| Wspólnota Samorządowa                      | -          | -         | -         | -         | 8         | 7         |
| Głos Pokoleń                               | -          | -         | -         | -         | 2         | -         |
| Trzecia Droga PSL-PL2050                   | -          | -         | -         | -         | -         | 3         |

## Samorządy partnerskie
- powiat Recklinghausen
- Ostrawa